# Assedio di Cattaro
L'assedio di Cattaro si svolse tra il 14 ottobre 1813 e il 3 gennaio 1814 nell'ambito degli eventi della guerra della sesta coalizione: una forza navale britannico-siciliana al comando del capitano William Hoste, sostenuta da un contingente di truppe del Principato vescovile di Montenegro, pose l'assedio alla piazzaforte di Cattaro, parte delle Province Illiriche della Francia napoleonica; l'assedio proseguì fino alla capitolazione della guarnigione francese.

## Antefatti
Parte della cosiddetta "Albania Veneta", l'importante porto di Cattaro fu un possedimento della Repubblica di Venezia da 1420 al 1797 quando, per effetto del trattato di Campo Formio, passò sotto il dominio della Monarchia asburgica; in base alla Pace di Presburgo tra Francia e Austria del 1805, Cattaro passò al Regno d'Italia, stato-cliente dei francesi, ma la città rimase sotto occupazione da parte delle forze russe dell'ammiraglio Dmitrij Nikolaevič Senjavin le quali si ritirarono solo dopo la stipula del trattato di Tilsit del 1807. Tre anni dopo, per effetto del trattato di Schönbrunn conclusivo della guerra della Quinta coalizione tra Austria e Francia, Cattaro fu infine incorporata nelle nuove Province Illiriche dell'Impero francese.
L'Impero austriaco tornò a dichiarare guerra alla Francia nell'agosto 1813; mentre il fronte principale dei combattimenti si sviluppava nella Germania orientale, un'armata austriaca invase le Province Illiriche agevolata dallo scoppio di una rivolta anti-francese tra le popolazioni locali, entrando in contatto con lo squadrone della Royal Navy britannica che, al comando dell'ammiraglio Thomas Fremantle, stava da tempo insidiando il controllo del mar Adriatico ai francesi: le navi di Fremantle trasportarono rapidamente contingenti di truppe britanniche e austriache da un punto all'altro del litorale della Dalmazia, forzando alla resa le principali piazzeforti francesi nella regione come Zara (assediata nel novembre-dicembre 1813) e Ragusa (assediata a cavallo tra la fine del 1813 e l'inizio del 1814).
Nell'ambito di queste operazioni, il capitano William Hoste ricevette il compito di cacciare le restanti guarnigioni francesi nell'estremo sud delle Province Illiriche, assumendo il comando di una piccola squadra composta inizialmente dal suo vascello da 38 cannoni HMS Bacchante e dal brigantino da 18 cannoni HMS Saracen (comandato dal capitano John Harper). Le unità di Hoste catturarono quindi le isole di Lesina e Brazza e mossero poi alla volta del loro obiettivo finale, Cattaro: l'importante porto della Dalmazia meridionale era da tempo un ambito obiettivo del Principato vescovile di Montenegro, un piccolo stato ecclesiastico retto da Pietro di Cettigne, un leader spirituale e militare della Chiesa ortodossa serba, e approfittando del dissolvimento della potenza francese nella regione una forza montenegrina aveva posto il blocco a Cattaro dal lato della terra. Il Saracen arrivò ai primi di ottobre all'imbocco delle Bocche di Cattaro, ma si ritrovò impossibilitato a navigare fin sotto la fortezza principale e Harper dovette chiedere l'assistenza della popolazione locale per essere trainato lungo tre miglia di costa rocciosa; il capitano Hoste con il Bacchante arrivò poco dopo accompagnato da tre cannoniere con a bordo una cinquantina di soldati del Regno di Sicilia, alleato dei britannici, e assunse il comando di tutte le forze coalizzate in loco. I britannico-siciliani forzarono il passaggio tra Castelnuovo e il Forte Rosa e stabilirono un ancoraggio sicuro per le loro navi circa tre miglia all'interno delle Bocche di Cattaro.

## L'assedio

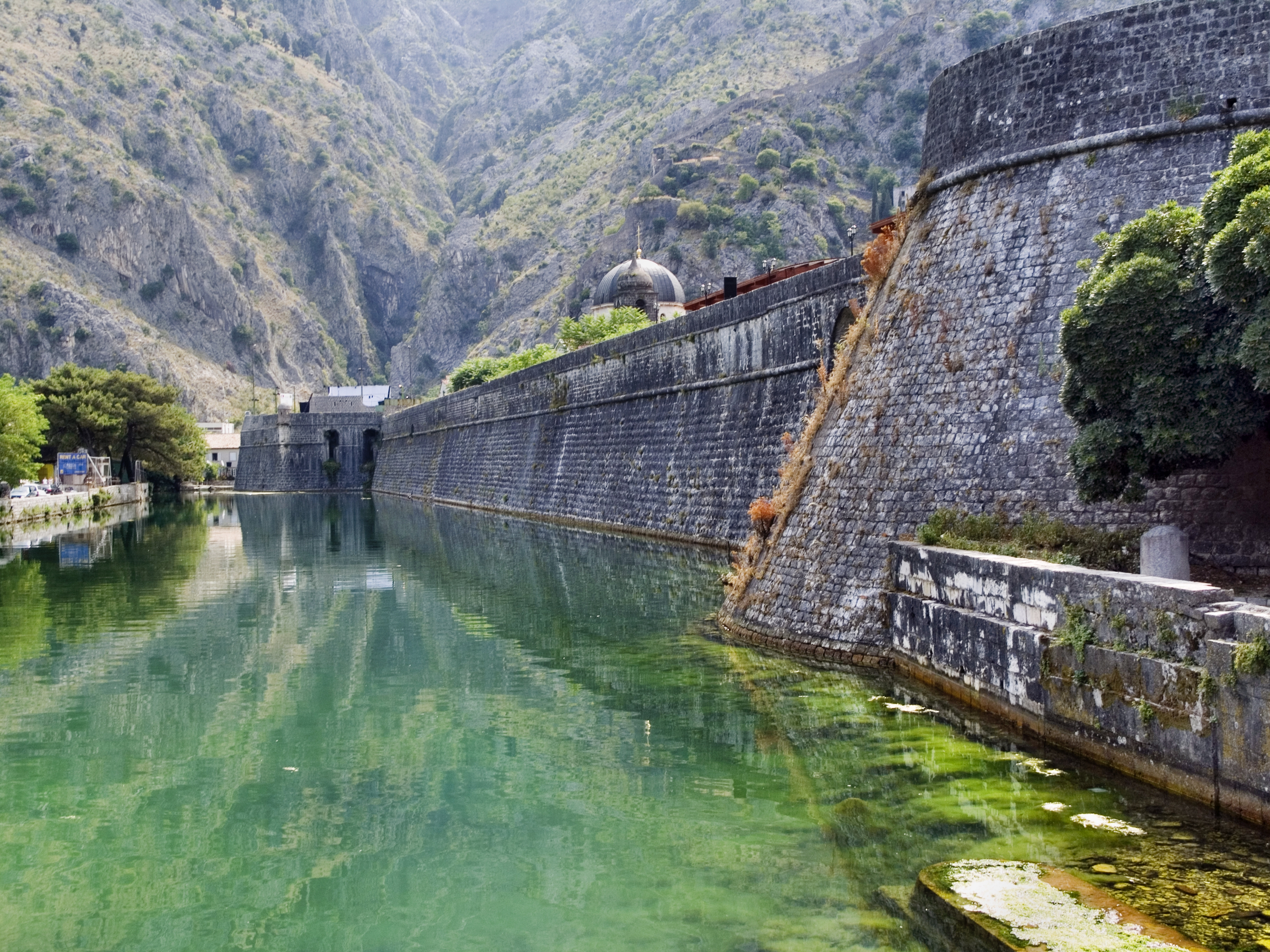
Veduta odierna delle mura settentrionali di Cattaro

La mattina del 14 ottobre il capitano Harper condusse una forza composta da due delle cannoniere, dalla lancia e dalla chiatta del Bacchante e dalle lance del Saracen nella parte interna delle Bocche, affrontando il tiro dell'artiglieria francese che faceva fuoco dall'isolotto di San Giorgio; successivamente, il capitano individuò quattro cannoniere francesi i cui equipaggi si erano ammutinati e ne prese rapidamente possesso: dopo essere sbarcati in vari punti lungo la costa, i britannico-siciliani iniziarono a reclutare la popolazione locale, insorta in armi contro i francesi, per equipaggiare le imbarcazioni catturate.
A Perasto il capitano Hoste trovò che i ribelli locali si erano impossessati di un fortino francese armato di tre cannoni, che fu subito messo a disposizione degli assedianti alzando i vessilli di Regno Unito e Austria. Alle 6:00 i cannoni del fortino, unitamente a quelli delle cannoniere siciliane e delle imbarcazioni appena catturate, aprirono il fuoco sull'isola di San Giorgio; dopo circa quindici minuti di cannoneggiamento, i Royal Marines britannici e i fanti siciliani imbarcati su una serie di piccoli natanti presero d'assalto una cannoniera francese al largo della costa dell'isolotto, catturandola dopo un breve scontro. Il giorno seguente le imbarcazioni dei coalizzati presero d'assalto la stessa San Giorgio, catturandola e stabilendovi una guarnigione.
Caduta San Giorgio, solo la fortezza principale di Cattaro rimaneva in mano ai francesi e Hoste la fece circondare dal suo variegato contingente di truppe britanniche, siciliane e montenegrine e ribelli croati locali. Se con l'aiuto dei suoi alleati aveva potuto catturare l'intero litorale delle Bocche senza troppo spargimento di sangue, Hoste si ritrovò però in una posizione sgradevole in mezzo tra i montenegrini da un lato e la popolazione locale dall'altro, filo-austriaca e poco propensa a finire sotto il controllo del Montenegro: il capitano britannico dovette fare del suo meglio per mantenersi neutrale in questa contesa e fare in modo che l'attenzione di tutti fosse concentrata sulla cacciata dei francesi dalla regione; ad ogni modo, Hoste non poteva ignorare le istanze della politica e dovette cercare di soddisfare le richieste dell'ambasciatore britannico a Vienna, George Hamilton Gordon, perché Cattaro fosse assicurata all'Austria.

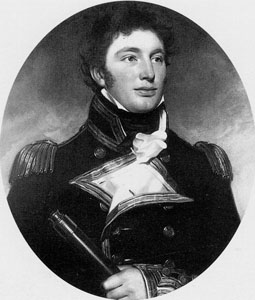
Il capitano William Hoste, comandante delle forze coalizzate impegnate nell'assedio

Hoste ricevette nel frattempo l'ordine di dirigersi altrove per altre operazioni, lasciando Harper con il Saracen al comando a Cattaro. Nel successivo mese Hoste condusse la conquista di Spalato tramite un contingente del 35th Regiment of Foot britannico e rafforzò il blocco di Cattaro nell'attesa dell'arrivo di truppe austriache in rinforzo; il cattivo tempo non aiutò la situazione e dopo aver occupato Ragusa Vecchia più a nord Hoste ritornò a Cattaro senza alcun soldato austriaco con sé.
Per i primi di dicembre, il comandante francese a Cattaro generale Jean-Joseph Gauthier aveva ritirato l'intera guarnigione di 600 uomini all'interno del Forte di San Giovani: questo fortilizio giaceva sul fianco della collina che protegge il lato occidentale della città fortificata di Cattaro. Hoste e Harper convennero entrambi che sarebbe stato necessario armare la popolazione locale per condurre le fasi finali dell'assedio: preparazioni furono fatte per installare batterie d'artiglieria tutto intorno a Cattaro con la cima del colle di San Giovanni come posizione primaria. proprio sul lato destro della fortezza; Hoste e Harper guidarono i loro uomini nel difficile compito di sollevare le artiglierie lungo i pendii delle colline che svettavano sopra Cattaro tramite una serie di paranchi: in una "maniera poco militare", dopo tre settimane di grossi sforzi da parte degli equipaggi del Bacchante e del Saracen sotto una pioggia continua un cannone da 18 libbre fu infine issato in vetta il 23 dicembre, a un'altezza di più di 900 metri. Nel frattempo, il Bacchante e il resto del suo equipaggio montarono ulteriori pezzi di artiglieria, aggiungendo due batterie da 18 e 32 libbre; Hoste, pur essendo malato, aiutò personalmente gli uomini a fissare le attrezzature fino alle pendici del monte, ma più a nord e sud, rispettivamente, del forte e della batteria principale posta sul versante.
Il 25 dicembre, con tutti i pezzi finalmente in posizione, Hoste diede il via al bombardamento della fortezza: il tiro fu diretto da quattro differenti direzioni, con il cannone da 18 libbre piazzato sopra il colle di San Giovanni che si dimostrò particolarmente efficiente; il Bacchante e il Saracen rimasero fuori della portata dei cannoni francesi fino all'inizio del cannoneggiamento delle batterie terrestri, per poi avvicinarsi e aprire il fuoco con tutti i loro pezzi. Hoste si stava preparando a un assalto notturno a sorpresa contro la fortezza, ma ciò non si dimostrò necessario: il 3 gennaio 1814, mentre i britannici erano ormai pronti all'attacco, il generale Gauthier offrì la resa del presidio francese; dopo dieci giorni di pesante bombardamento e nessuna speranza di essere soccorsi, i francesi si arresero ai coalizzati il 5 gennaio dietro condizioni onorevoli e le truppe britanniche e montenegrine presero possesso della fortezza e della città.

## Conseguenze
Dopo la capitolazione dei francesi, Hoste lasciò Cattaro sotto il controllo di una commissione di governo nominata da Pietro di Cettigne, una mossa obbligata in ragione delle circostanze ma che fece infuriare l'ambasciatore Gordon a Vienna. Dopo un breve periodo di recupero e riorganizzazione, Hoste lasciò Cattaro con il Bacchante e il Saracen per andare ad assediare Ragusa, la quale capitolò il 28 gennaio 1814 dopo un assedio condotto in circostanze molto simili a quelle di Cattaro stessa. Per la fine del marzo 1814 tutte le più importanti città della Dalmazia erano nelle mani dei britannici, dei loro alleati o dei ribelli locali, assicurando ai coalizzati il pieno controllo del mar Adriatico; la contesa tra montenegrini e austriaci circa il possesso di Cattaro si protrasse fino al giugno 1815, quando il virtù degli esiti del Congresso di Vienna la città fu definitivamente incorporata nell'Impero austriaco.